# Hegymászóprobléma

Példa a probléma megoldására

A matematikában hegymászóprobléma (mountain climbing problem) alatt azoknak a feltételeknek a megismerését értjük, melyet egy hegy kétdimenziós profiljának két oldalát meghatározó két függvénynek eleget kell tennie ahhoz, hogy két hegymászó a hegy két oldalán a csúcs felé elindulva, mozgásukat koordinálva úgy találkozhassanak (akár a hegy csúcsán), hogy végig azonos magasságon maradnak. A problémát ebben a formában James V. Whittaker (1966) vetette fel, nevét is tőle kapta, de története Tatsuo Homma (1952)-ig nyúlik vissza, aki egy változatát megoldotta. A problémát különböző kontextusokban újra és újra felfedezték és megoldották (ahogy az a jegyzetekben olvasható).
Az 1990-es évektől kezdve előreléptek a probléma megértésében: összekötötték a sík görbéinek gyenge Fréchet-távolságával, a számítási geometria több mozgástervezési problémájával, a beírt négyzet problémájával, polinomok félcsoportjával stb.  A problémát (Goodman, Pach & Yap 1989) cikke ismertette meg a szélesebb matematikakedvelő közönséggel, amiért 1990-ben elnyerték a Mathematical Association of America Lester R. Ford-díját.

## A probléma lényege
A hegymászók mozgása könnyen koordinálható a csúcsok és völgyek (helyi maximumok és minimumok) között. A nehézséget az adja, hogy a haladáshoz a hegymászóknak időnként lefelé kell indulni a hegyről – néha az egyiknek, néha a másiknak, néha mindkettőnek. Hasonlóan, időről időre a mászók valamelyikének a kiindulási pontja felé vissza kell haladnia. Sőt, mint az megfigyelték, egy n csúccsal és völggyel rendelkező hegynél a visszafordulások száma n-nek akár négyzetes függvénye is lehet.  Ezek a komplikációk a problémát intuitívan kevéssé átláthatóvá és néha egészen bonyolulttá teszik, elméletben és a gyakorlatban is.

## Precíz megfogalmazás
(Huneke 1969) a következőt bizonyította:
Tegyük fel, hogy {\displaystyle f} és {\displaystyle g} folytonos függvények {\displaystyle [0,1]} értelmezési tartománnyal és {\displaystyle [0,1]} értékkészlettel, ahol {\displaystyle f(0)=g(0)=0} és {\displaystyle f(1)=g(1)=1}, és egyik függvény sem állandó egyik intervallumon sem. Ekkor létezik az {\displaystyle s} és {\displaystyle t} folytonos függvény, mindkettő  {\displaystyle [0,1]} értelmezési tartománnyal és {\displaystyle [0,1]} értékkészlettel, ahol {\displaystyle s(0)=t(0)=0}, {\displaystyle s(1)=t(1)=1}, és melyekre {\displaystyle f\circ s\,=\,g\circ t}, ahol „{\displaystyle \circ }” a függvénykompozíció jelölése.
Másrészről, Huneke eredménye nyilvánvalóan nem általánosítható tetszőleges folytonos függvényre. Ha ugyanis {\displaystyle f} egy intervallumon konstans értéket vesz föl, míg {\displaystyle g} végtelen sokszor oszcillál egy magasság körül, akkor az első mászónak végtelen sokszor kell előre-hátra haladnia, így soha nem érve fel a csúcsra.
A szakaszosan lineáris esetnél nincsenek ilyen korlátozások. Ekkor a hegymászók mindig képesek úgy koordinálni a haladásukat, hogy felérjenek a csúcsra, tekintet nélkül arra, hogy vannak-e konstans magasságú intervallumok.

## A szakaszosan lineáris eset bizonyítása
Tegyük föl, hogy mindkét függvény szakaszosan lineáris és nem tartalmaznak konstans magasságú intervallumot (fennsíkot).
Vegyük az összes olyan {\displaystyle (x,y)} páros halmazát, hogy ha az első mászó {\displaystyle x}-ben, a második {\displaystyle y}-ban található, akkor azonos magasságon vannak. Ha ezeket a pontpárokat a sík pontjai Descartes-koordinátaiként értelmezzük, akkor a halmaz szakaszok uniójából áll. Felfogható egy olyan {\displaystyle G} irányítatlan gráf
lerajzolásaként, melynek minden csúcsa egy szakasz végpontjának vagy egy metszéspontnak, az élek pedig két csúcsot összekötő szakasznak felelnek meg.
Ez a gráf nem feltétlenül összefüggő. Különböző fajta csúcsai lehetnek:
- A {\displaystyle (0,0)} csúcs fokszáma (az illeszkedő élek száma) egy: a két mászó csak egy irányba indulhat, fölfelé. Hasonlóan, az  {\displaystyle (1,1)} helyen a fokszám egy, mivel a mászók csak lefelé mehetnek.
- Ahol egyik mászó sincs se völgyben, se hegycsúcson, a fokszám kettő: elindulhatnak mindketten lefelé, vagy mindketten fölfelé.
- Ha az egyik mászó hegycsúcson vagy völgyben van, a másik pedig nem, a fokszám megintcsak kettő: a hegycsúcson vagy völgyben lévő mászó csak egyetlen irányba indulhat, a másiknak pedig követnie kell őt.
- Ahol mindkét mászó hegycsúcson van, vagy mindkét mászó völgyben, négy a fokszám: mindkét mászó egymástól függetlenül eldöntheti, merre induljon.
- A {\displaystyle G}-t meghatározó {\displaystyle (x,y)} csúcspárok között előfordulhatnak olyanok, ahol az egyik mászó hegycsúcson, a másik völgyben van. Ezek a pontok a {\displaystyle G} izolált csúcsaiként értelmezhetők: egyik mászó sem tud mozdulni, a fokszám tehát nulla.

A kézfogás-lemma szerint egy irányítatlan gráf minden összefüggő komponense páros számú páratlan fokszámú csúcsot tartalmaz.
Mivel kizárólag a {\displaystyle (0,0)} és az {\displaystyle (1,1)} csúcs fokszáma páratlan, ennek a két csúcsnak ugyanabba az összefüggő komponensbe kell tartozniuk. Ezért {\displaystyle G}-ben léteznie kell {\displaystyle (0,0)}-ból {\displaystyle (1,1)}-be vezető útnak. Hegymászónyelvre lefordítva, a gráfban ez az út megmutatja, hogyan koordinálhatják a mászók mozgásukat a hegycsúcsig.
A szakaszonként lineáris, de fennsíkokat (konstans magasságú intervallumot) is tartalmazó eset bizonyítása a fentihez hasonló, de kissé bonyolultabb esetvizsgálatot tartalmaz. Alternatívaként előállítható az olyan módosított függvényekhez tartozó út, melyben az állandó magasságú intervallumok egy-egy pontba sűrűsödnek, majd ez az út kiterjeszthető az eredeti függvényekre.

## Fordítás
Ez a szócikk részben vagy egészben a Mountain climbing problem című angol Wikipédia-szócikk ezen változatának fordításán alapul.  Az eredeti cikk szerkesztőit annak laptörténete sorolja fel. Ez a jelzés csupán a megfogalmazás eredetét és a szerzői jogokat jelzi, nem szolgál a cikkben szereplő információk forrásmegjelöléseként.